# Kingsley Onyenekwe
Kingsley Onyenekwe ("Mojo Kingsley") (født 30. juli 1986) er en fodboldspiller fra Nigeria. Kingsley har flere ungdomslandsholdskampe for Nigeria på CV'et.[kilde mangler]

## Karriere

### Viborg FF
Han kom til Viborg FF i sæsonen 04/05 sammen med klubkammeraten Paul Obiefule, fra Viborg FF's fodboldakademi i Nigeria, J. C. Raiders Football Club.
Op til sæson 2006/07 var Kingsley udset en plads i startformationen hos VFF, men faldt uheldigt ned i anden akt af Liga Cup turneringen mod FC København, og fik et kraftigt vrid på anklen, hvilket betød en skadesspause for forsvarspilleren.

### Thisted FC
I januar 2007 blev Kingsley udlejet til Thisted FC for at få mere spilletid. Hans indsats som lejespiller blev i sommeren 2007 belønnet med en permanent aftale, hvor han fik en to-årig kontrakt, der senere blev forlænget til 2010.
I september 2009 blev Kingsley udsat for et groft overfald da han var på vej hjem fra en bytur med sin kæreste.. Han blev udskrevet fra hospitalet den 10. september 2009
I sommeren 2010 fik Kingsley endnu en gang forlænget sin kontrakt med Thisted FC og spillede således i klubben hele sæsonen 2010/11. Ved sæsonens udløb forlod Kingsley Thisted FC for at forsøge at tilspille sin en kontrakt på et højere niveau, hvor han blandt andet var på prøvetræning i FC Hjørring uden at det blev til en kontrakt.
Herefter spillede han efteråret 2011 i en klub i den tredjebedste rumænske række, inden han i efteråret 2012 vendte tilbage til Thisted FC.